# الإبادة الجماعية للشركس
الإبادة الجماعية الشركسية هي عمليات تطهير عرقي وقتل جماعي وتهجير قسري لحوالي 800,000–1,500,000 مسلم شركسي (ما لا يقل عن 80-97٪ من مجموع السكان) وإبعاد لغالبية الشركس من موطنهم التاريخي في شركيسيا من قبل الإمبراطورية الروسية، وهي المنطقة التي تشغل مساحة واسعة من شمال القوقاز وشمال شرقي سواحل البحر الأسود. وقعت الإبادة الجماعية في أعقاب حرب القوقاز خلال الربع الأخير من القرن التاسع عشر. تم تسجيل أنه خلال الأحداث، استخدمت القوات الروسية والقوزاق أساليب وحشية مختلفة للترفيه عن أنفسهم، مثل تمزيق بطون النساء الحوامل وإخراج الأطفال منها، ثم إطعام الأطفال للكلاب. وصف الجنرالات الروس مثل غريغوري زاس الشركس بأنهم «قذارة بشرية»، وبرروا قتلهم واستخدامهم في التجارب العلمية والسماح للجنود الروس باغتصاب الفتيات الشركسيات اللاتي يزيد عمرهن عن 7 سنوات.
تهجر معظم الشركس إلى الدولة العثمانية.
تعرضت الشعوب الأصلية لهذه المنطقة من الشركس إلى التطهير العرقي والنفي من موطنهم عقب نهاية الحرب الروسية الشركسية. بدأت عمليات التهجير قبل نهاية الحرب عام 1864 وانتهت بمعظمها بحلول عام 1867. جرى استهداف الشركس (أو الأديغة) والوبخ والأباظة ولكن تضررت مجموعات أخرى بصورة كبيرة مثل الإنغوشيون والشيشانيون والأوسيتيون والأبخاز.
العديد من مسلمي الشعوب الأصلية لشمال غربي القوقاز أجبروا على النفي في نهاية حرب القوقاز من قبل روسيا الفائزة في الحرب. التهجير بدأ قبل نهاية الحرب في 1864 وأكملت في السبعينيات من ذلك القرن، مع أن العملية تقريباً اكتملت في 1867. ضمت عمليات التهجير بشكل أساسي الشركس (أو الأديغة بلغتهم)، الوبخ، الأباظة الأبخاز. عرفوا بعد إذن باسم مهاجر، والعملية التهجير.
تم تنفيذ عملية ترحيل كبيرة ضد من تبقى من السكان قبل نهاية الحرب عام 1864 واكتمل معظمها بحلول عام 1867. قبلت نسبة صغيرة فقط التحول للمسيحية وإعادة التوطين داخل الإمبراطورية الروسية. وهكذا تم تفريق السكان الشركس المتبقين الذين رفضوا الاستسلام وإعادة توطينهم وتعذيبهم وقتلهم جماعيًا في معظم الأوقات.
توفي عدد غير معروف من المرحلين أثناء العملية. توفي البعض بسبب انتشار الأوبئة بين حشود المرحلين أثناء انتظار المغادرة في الموانئ للوصول للدولة العثمانية. وقتل اخرون عندما غرقت سفن كانت تسير اثناء العواصف. قدرت الحسابات بما في ذلك تلك التي تأخذ في الاعتبار الأرقام الأرشيفية للحكومة الروسية خسارة بنسبة 80٪ -97٪ من الأمة الشركسية في هذه العملية.
اعتبارًا من 2021 كانت جورجيا الدولة الوحيدة التي اعترفت بالإبادة الجماعية الشركسية. ومع ذلك، فإن روسيا تنفي بنشاط الإبادة الجماعية الشركسية، وتصنف الأحداث على أنها هجرة بسيطة لـ «شعوب بربرية غير متطورة». يواصل القوميون الروس في منطقة القوقاز الاحتفال بيوم 21 مايو من كل عام باعتباره «يوم الفتح المقدس»، عندما تم إطلاق الترحيل الشركسي. يحيي الشركس ذكرى يوم 21 مايو من كل عام كيوم حداد في ذكرى الإبادة الجماعية الشركسية. في 21 مايو، يملأ الشركس من جميع أنحاء العالم الشوارع ويحتجون على الحكومة الروسية، وتعتبر الرايات والأعلام الشركسية مشهدًا مألوفًا في مناطق معينة من المدن في اسطنبول وعمان خلال هذه الأحداث.

## خلفية تاريخية
بدأت الإمبراطورية الروسية في أواخر القرن الثامن عشر وأوائل القرن التاسع عشر، علمًا أنها حاولت قبل ذلك في أوائل القرن الثامن عشر، سعيًا دؤوبًا لتوسيع أراضيها إلى الجنوب على حساب الإمبراطورية العثمانية المجاورة وإيران القاجارية، وعليه كان هدفها إدخال القوقاز في مجال حكمها. اتضح أن ضم بعض المناطق أسهل من غيرها، وكان ذلك مرهونًا إلى حد كبير بطبيعة الهيكليات السياسية المحلية. كان شرق جورجيا مثلًا الذي يضم منطقتي كارتلي وكاخيتي - أقوى المناطق الجورجية وأكثرها بروزًا - يخضع للهيمنة الإيرانية بين حين وآخر منذ عام 1555.
وجدت روسيا نفسها لاحقًا، من خلال الوضع الجيوسياسي المضطرب في جورجيا داخل إيران القاجارية، قادرة على ضم شرق جورجيا في أوائل القرن التاسع عشر، وهو ما أُقر في معاهدة غولستان (1813). سعت روسيا إلى إخضاع منطقة القوقاز بأكملها تحت سيطرتها، باحتلال أرمينيا وأذربيجان القوقازية وجنوب داغستان، في حين استمالت طبقة النبلاء في مناطق أخرى مثل قبارديا السفلى وأجزاء من داغستان. على الرغم من أن الروس واجهوا في داغستان وجورجيا مقاومة كبيرة لعملية الدمج، فضلًا عن المقاومة العسكرية من قِبل حكومة إيميريتي المحلية، إلا أن المناطق التي رأوا صعوبة في ضمها كانت تلك التي لم تغزوها إمبراطوريات أجنبية من قبل ولم يكن فيها أي احتكارات محلية للسلطة – وهو حال معظم الأراضي الشركسية، حيث كانت مقاومة الدمج في الإمبراطورية الروسية الأكثر صلابةً.

### الصراع مع شركيسيا
كان الشركس، الذين اعتنقوا المسيحية من خلال التأثير البيزنطي بين القرنين الخامس والسادس، متحالفين عمومًا مع الجورجيين، وأراد كلاهما الحفاظ على علاقات جيدة مع الروس. على الرغم من وجود إسلامي صغير سابق في شركيسيا، إلا أن التحولات الكبيرة حدثت بعد عام 1717، عندما أمر السلطان مراد الرابع سكان القرم بنشر الإسلام بين الشركس، إذ شهد العثمانيون والقرم نجاحًا في التحويل الديني لأفراد الطبقة الأرستقراطية الذين سينشرون هذا الدين في النهاية بين تابعيهم؛ اكتسب الإسلام قاعدةً أكبر في وقت لاحق إذ بات التحول الديني توطيدًا للتحالفات الدفاعية من أجل حماية استقلالهم من التوسع الروسي. على الرغم من ذلك، استمر وجود الوثنيين والمسيحيين بين الشعب الشركسي. كانت منطقة الأبزاخ التي حكمها محمد أمين وتتبع الشريعة الإسلامية، من أكبر المناطق المسلمة في شركيسيا. سُيست الاختلافات الدينية وأدت إلى الانقسام بين الشركس، باستخدام أمين للقوة العسكرية ضد الناتوخاي والشابسوغ في عام 1840، إذ لم يعتنق جميعهم الديانة الإسلامية.
في شركيسيا، واجه الروس مقاومة غير منظمة ولكن مستمرة. في حين اعتقدت روسيا أنها تمسك بزمام السلطة في شركيسيا بناءً على تنازل العثمانيين عنها في معاهدة أدرنة عام 1829، إلا أن الشركس اعتبروها باطلة، بحجة أن أراضيهم كانت مستقلة عن العثمانيين، فلا يحق لإسطنبول التنازل عنها أساسًا. كانت العلاقات قبل القرن التاسع عشر بين الشركس والقوزاق ودية بتبادل تجاري واسع وتنفيذ هجمات مشتركة على الأتراك والقرميين. ومع ذلك، بعد تدفق أعداد كبيرة من المستوطنين القوزاق وتشييد سلسلة طويلة من الأسيجة ومفارز حرس المراقبة في عام 1792 والتي قطعت الشركس عن مراعيهم المتوارثة حول نهر كوبان، بدأ الشركس وغيرهم من شعوب القوقاز بمهاجمة المعسكرات الروسية بانتظام ثم التواري عن الأنظار. في الوقت نفسه، ومع انتشار المزيد من القوات الروسية في المنطقة، توجهوا إثر إدراكهم لاحتياجاتهم (بسبب صعوبة شحن المواد من الأراضي الروسية) إلى مداهمة القرى المحلية، مما أثار غضب السكان الأصليين الذين بدأوا سلسلة من عمليات الثأر. حارب الشركس الروس لفترة أطول من جميع شعوب القوقاز الأخرى، وذلك بين عامي 1763 و1864.
حاول الجيش الروسي فرض سيطرته من خلال بناء سلسلة من الحصون، لكن هذه الحصون أصبحت بدورها أهدافًا جديدة للغارات، وفي بعض الأحيان استولى سكان المرتفعات على هذه الحصون وأحكموا قبضتهم عليها. بحلول عام 1816، استخلص القادة العسكريون مثل الجنرال أليكسي يرمولوف على إثر الاشتباك الروسي مع الشركس أن «الترويع» سيكون ناجعًا في حماية الحدود أكثر من بناء الحصون لأن «الاعتدال في نظر الآسيويين علامة ضعف». تحت قيادة يرمولوف، بدأ الجيش الروسي باستخدام إستراتيجية الانتقام المفرط في غاراته. بهدف فرض الاستقرار والسلطة على منطقة القوقاز بأكملها، ردت القوات الروسية بتدمير القرى التي اعتُقد أن المقاومين يختبئون فيها، إلى جانب عمليات الاغتيال والخطف وإعدام عائلات بأكملها. نظرًا لأن المقاومة كانت تعتمد على القرى المتعاطفة للحصول على الطعام، فقد دمر الجيش الروسي أيضًا المحاصيل والماشية بشكل منهجي وقتل المدنيين الشركس. رد الشركس بإنشاء اتحاد قبلي يضم جميع قبائل المنطقة.

### تكثيف المقاومة
كثفت هذه التكتيكات من الجهود المناوئة للحكم الروسي. وهكذا أُصيب الجيش الروسي بالإحباط لتضافر جهود مجموعة من المغيرين سريعي التنقل (يمتطون الخيول بمعظمهم) ورجال حرب العصابات المراوغين الذين يملكون دراية واسعة بالتضاريس. استمرت المقاومة الشركسية، بعدما وجدوا أن القرى التي قبلت سابقًا بالحكم الروسي تقاوم من جديد. علاوة على ذلك، بدأت القضية الشركسية في إثارة تعاطف الغرب، وخاصة بريطانيا التي طُلب منها المساعدة على شكل وسطاء وجواسيس من ثلاثينيات القرن التاسع عشر وأثناء حرب القرم. لم تصل مساعدات بريطانية أخرى ملموسة إذ تراجع الدعم للقضية الشركسية بعد حرب القرم لأنها اعتُبرت بعيدة عن الاهتمامات البريطانية. في غضون ذلك، حاول الإمام شامل في شمال شرق القوقاز كسب دعمهم في نضاله ضد روسا في عدة مناسبات، لكن الشركس كانوا فاترين إلى حد كبير تجاه مبادراته. بعد استسلامه لروسيا، استمرت مقاومتهم بلا هوادة.
واجه الروس المقاومة الشركسية الشديدة من خلال تعديل التضاريس. شيدوا شبكة من الطرق وأزالوا الغابات من حولها ودمروا قرى السكان المحليين وكثيرًا ما وطّنوا الروس أو الشعوب القوقازية الموالية لروسيا في مجتمعات زراعية جديدة. في هذا الوضع الدموي المتفاقم، أصبح التدمير الشامل للقرى تكتيكًا نمطيًا.
في عام 1837، عرض قادة الناتوخاي والأبزاغ والشابسوغ الاستسلام والاندماج الطوعي في الإمبراطورية الروسية، بشرط سحب القوات الروسية والقوزاقية إلى ما وراء نهر كوبان؛ إلا أن عرضهم قوبل بالتجاهل، واستمر انتزاع الأراضي الشركسية من جانب واحد، بإنشاء 36 مستوطنة عسكرية قوزاقية جديدة (ستانيتسا) بحلول عام 1840. علّق الجنرال يرمولوف على الأمر بقوله «نحن بحاجة إلى الأراضي الشركسية، لكن ليس لدينا أي احتياج للشركس أنفسهم». غالبًا ما خدع القادة العسكريون الروس، مثل يرمولوف وبولجاكوف، اللذين عملا لمصلحتهما الشخصية من أجل تحقيق المجد في ساحة المعركة واكتساب الثروة من خلال الاحتلال وهو ما سيصعب تحقيقه على الجبهة الغربية مقارنة بالقوقاز، الإدارة المركزية وحجبوا محاولات الجماعات الشركسية لإقامة سلام مع روسيا.
في مفاوضات صياغة معاهدة باريس لعام 1856 وإنهاء حرب القرم، أصر المندوب البريطاني، إيرل كلارندون، على أن يشكل نهر كوبان الحدود بين روسيا وتركيا، مما يضع شركيسيا خارج الحكم الروسي. إلا أن المندوبين الفرنسي والتركي اللذين دعما الملكية الروسية لشركيسيا قوضا اقتراحه. عندما حاول كلارندون بعد ذلك جعل المعاهدة تنص على عدم إمكانية بناء روسيا لحصونٍ في شركيسيا، أحبطه المندوب الفرنسي مرة أخرى. أيضًا، وسعت المعاهدة النهائية العفو ليشمل الرعايا الذين قاتلوا من أجل قوى معادية، ولكن بما أن شركيسيا لم تكن تحت السيطرة الروسية قبلًا، فقد استُثني الشركس، وهكذا وُضعوا بموجب المعاهدة تحت السيطرة الروسية قانونًا، مع عدم إجبار روسيا على منحهم نفس الحقوق التي يتمتع بها المواطنون الروس في أي مكان آخر.

## الطرد
بعد استسلام الإمام شامل (الشيشان وداغستان) عام 1859، حرب روسيا لغزو القوقاز تقلصت لتهاجم فقط سيركاسيا. متبوع باحتلال الإمبراطورية الروسية لـشمال القوقاز، قامت روسيا بتنفيذ سياسة طرد الشركس من أراضي أجدادهم. كان الجنرال نيكولاي ييفدوكيموف أول من ظهر بفكرة إعادة توطين الجبليين من القوقاز الغربي في الدولة العثمانية. كتب أن «إعادة توطين الجبليين المستعصيين عن الحل» في تركيا الطريقة الأسهل لإنهاء حرب القوقاز، في حين يعطي الحرية لهؤلاء الذين «يفضلون الموت على الولاء للحكومة الروسية». في حين أن قرار القيصرية كان مراعياً لإمكانية استخدام تركيا المهاجرين كقوة مهاجمة ضد السكان المسيحيين أثناء الحرب التركية الروسية. خطة إعادة توطين الشركس قبلت في النهاية أثناء عقد اجتماع لقادة القوقاز الروس في أكتوبر 1860 في فلاديكافكاز وقررت رسمياً في 10 أيار 1862 من قبل القيصر ألكسندر الثاني.
أرسل العثمانيين مبعوثين، بما في ذلك رجال ملا الذين دعوا إلى ترك دار الكفر والانتقال إلى دار الإسلام. أمل العثمانيين في زيادة عدد السكان المسلمين في مناطق من الإمبراطورية التي تحوي أشخاص ليسوا من أصل تركي. «الجبليين» تمت دعوتهم للذهاب إلى تركيا حيث الحكومة العثمانية تقبل بهم بحرارة وحياتهم ستصبح أفضل بكثير. ورجال ملا والقادة المحليين فضلوا إعادة التوطين، لأنهم شعروا بأن الإدارة الروسية تضطهدهم، وحذروا شعبهم بأن إذا أرادوا الحصول على الجنسية الروسية، عليهم تغيير دينهم إلى المسيحية.بالإضافة إلى ذلك، الزعماء المحليين كانوا حريصين على الحفاظ على امتيازاتهم القديمة وحقوق الإقطاعية التي كانت قد ألغيت في جميع أنحاء الإمبراطورية الروسية من قبل إصلاح التحرر عام 1861. روسيا فرضت التجنيد الإجباري الذي كان أحد العوامل الذي أخاف هؤلاء السكان، مع أنهم لن يخضعوا أبداً لأي مشروع عسكري.
شملت الشعوب التي انتقلت إلى تركيا: الأديغة، الوبخ، الأبخاز المسلمين (خاصة جماعة سادز). بالإضافة إلى أعداد قليلة من مسلمو: الأوسيتيين، الإنغوش، الشيشانيون، الليزجين القراشاي. بعد الحرب التركية الروسية 1877 - 1878، تنازلت الدولة العثمانية لروسيا المقاطعات الجورجية المسلمة (أجاريا، غوريا السفلى، وفي جنوب القوقاز لازيستان. عندئذ أصبح الآلاف من الجورجيون المسلمين مهاجرين (أغلبية الجورجيين معتنقين للدين المسيحي)؛ كما هاجر شعب اللاز المسلمين.

## إعادة التوطين
تم تعيين لجان خاصة من قبل سلطات الإمبراطورية الروسية لخفض معدلات الوفيات و«إجراء فحص لمعرفة حاجيات المهاجرين»، لمنع السفن من امتلاءها فوق الحد الزائد، لإقامة مزادات مربحة للممتلكات ذات الأهمية، وتأمين الطعام والكساء للعائلات الأفقر، الذين يتم نقلهم من دون رسوم من أي نوع. من جهة أخرى، السلطات العثمانية فشلت في مساعدة الواصلين حديثاً، حيث كانوا يسكنون في مناطق الجبال القاسية في الأناضول وكانوا يعملون في وظائف مرهقة.
ابن شامل محمد شافي روع من الظروف التي واجهت المهاجرين عند وصولهم إلى الأناضول وذهب ليحقق في الحادثة: «أنا سأكتب لـ عبد المجيد أنه يجب أن يكف عن خداع الجبليين... سخرية الحكومة التركية لا يمكن أن تكون أكثر وضوحاً، حيث قبلوا إعادة التوطين، من تصريحاتهم، على الأغلب ليستخدموا اللاجئين لأغراض عسكرية، ولكن بعد مواجهة سيول من اللاجئين، أحسوا بالخجل لأنهم حكموا على هؤلاء القوم بالموت البطيء حيث كانوا مستعدين للموت من أجل مجد تركيا».
خلال سنة 1864، حوالي 220,000 مهاجر نزلوا في الأناضول. بين 6 مارس و21 مايو 1864، شعب الوبخ بكامله غادر القوقاز من أجل تركيا. عند نهاية إعادة التوطين، أكثر من 400,000 شركسي، و200,000 أبخازي وأجري، ذهبوا إلى تركيا. واستخدم تعبير شركس (بالتركية: Çerkes)‏ عليهم، لأن غالبيتهم كانت من الأديغة.
أدى طرد السكان إلى خلو رقع واسعة من السكان في غرب القفقاس. الحكومة القيصرية كانت قلقة من التدهور الاقتصادي في المنطقة التي في عام 1867 منعت الهجرة إلا في حالات استثنائية. مع ذلك فإن الكثير من الأسر عندما ذهبت لأداء فريضة الحج في مكة المكرمة بقيت مع أقاربها في تركيا، مثلما كانت السفارة الروسية في إسطنبول تقدم تقاريرها.

## إعادة الهجرة
بعد الفترة القصيرة التي قضاها الشركس بتركيا، الكثير منهم رفعوا عرائض للسفارة الروسية باسطنبول تعبر عن حقهم بالعودة إلى القفقاس. عند نهاية القرن، القنصليات الروسية في جميع أنحاء الدولة العثمانية غرقت بهذه العرائض. تبعاً لتقدير واحد، %70 من كل من هاجر قبل 1862 سمح لهم بالعودة لوطنهم في غرب القوقاز. لاحقاً، إعادة الهجرة نجحت على نطاق محدود، حيث جماعات من سكان القرى السابقين (ما يصل إلى 8500 نسمة) قدموا بطلب للحصول على إعادة الهجرة بشكل جماعي وتغيير مكان عيشهم شكل صعوبات هائلة للسلطات الإمبراطورية. الإمبراطور الروسي ألكسندر الثاني شك بأن بريطانيا وتركيا وجها الشركس لإعادتهم بهدف إشعال حرب جديدة ضد خصومهم الروس. نتيجة لذلك، كان يعرف بإنكاره لتلك العرائض.

## النتائج
انظر المقالات 'شركس' و'أديغة' للمزيد من التفاصيل.
عملية إعادة التوطين شكلت مشقة كبيرة لأغلب الناس. عدد كبير توفي بسبب الجوع — الكثير من الأتراك من أصل شركسي اليوم لا يأكلون السمك في ذكرى أعداد هائلة أهلهم الذين خسروهم عند عبور البحر الأسود.
بعض المستوطنين جرى أمرهم بشكل جيد ووصلوا لمناصب عالية في الدولة العثمانية. كان هناك عدد كبير من المهاجرين سابقاً بين الأتراك الشباب.
كل المواطنين في تركيا يعتبرون أتراك لأغراض رسمية. مع ذلك، هناك بضع مئات من القرى تعتبر 'شركسية' بشكل صاف، مع تقديرات بأن عدد السكان 'الشركس' يصل تقريباً إلى مليون نسمة، مع أن ليس هناك بيانات رسمية في هذا الصدد، والتقديرات مبنية على استطلاعات غير رسمية.
جنباً إلى جنب مع طموحات تركيا للانضمام إلى الاتحاد الأوروبي مجموعات معينة بدأت تلقى الاهتمام بناء على عرقهم وثقافتهم.
صادف هذه الأقليات العرقية حظ أفضل في البلدان العربية التي كونت من بقايا الدولة العثمانية ووضعت تحت الانتداب البريطاني. الجيش العربي، أسس في شرق الأردن تحت تأثير العميل البريطاني توماس إدوارد لورنس واحتوى على فرقة عسكرية أعضاؤها شيشانيون — لأن البدو كانوا مترددين في الخدمة تحت قيادة مركزية. بالإضافة، مدينة عمان الجديدة ولدت بعد استيطان الشركس هناك عام 1887.

## مسألة الإبادة الجماعية

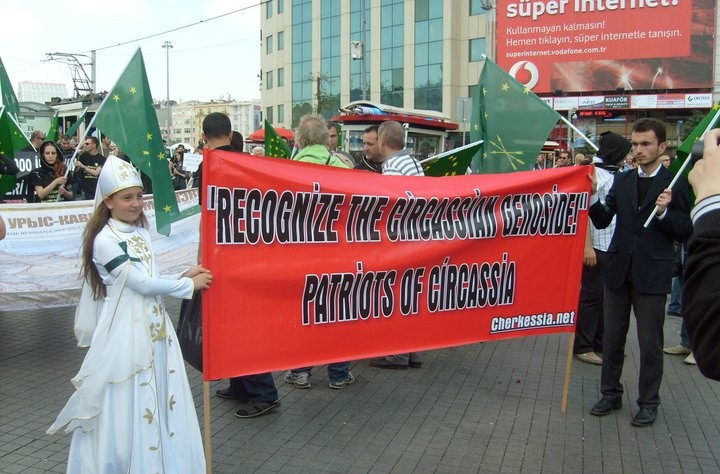
مسيرة شركسية تدعو للاعتراف بالإبادة الجماعية الشركسية في تركيا عام 2011

اقترح باحثون وناشطون شركس إمكانية اعتبار عمليات التهجير الممنهج وإفراغ الجنود الروس للقرى الشركسية والاستعمار الروسي لتلك الأراضي كشكل من أشكال التطهير العرقي المعاصر، بيد أن هذا المصطلح لم يكن قيد الاستخدام أو التداول في القرن التاسع عشر. ويقدر هؤلاء الباحثون أن نسبة 90% من الشركس (أي ما يعادل ثلاثة ملايين) قد جرى ترحيلهم بشكل قسري من المناطق التي غزتها روسيا. تعرض ما لا يقل عن مئات آلاف الأشخاص «للقتل أو التجويع حتى الموت» خلال هذه الأحداث وما تبعها من اندلاع لحرب القوقاز، ولكن ما زال عدد من قتلوا غير معروفاً على وجه الدقة.
أقر الرئيس الروسي السابق بوريس يلتسين في تصريح صدر عنه في شهر مايو من عام 1994 بأن مقاومة القوات القيصرية كانت مشروعة، ولكنه لم يعترف بـ«ذنب الحكومة القيصرية في الإبادة الجماعية». أرسل قادة قبردينو - بلقاريا وأديغيا نداءات لمجلس الدوما خلال عام 1997 وعام 1998، وذلك لإعادة النظر في الوضع وإصدار الاعتذار المحتاج إليه؛ حتى الآن، لم يصدر أي جواب من موسكو. في أكتوبر 2006، منظمات الجمهور الأديغية في روسيا، وتركيا، والأراضي الفلسطينية، والأردن، وسوريا، والولايات المتحدة، وبلجيكا، وكندا وألمانيا أرسلت إلى رئيس البرلمان الأوروبي رسالة للاعتراف بالإبادة الجماعية التي حصلت ضد الشعب الأديغي.
رغم عدم وجود استمرارية قانونية بين الامبراطورية الروسية والاتحاد الروسي المعاصر، واعتماد مفهوم الإبادة الجماعية في القانون الدولي خلال القرن العشرين، منظمة الكونغرس الشركسي، وهي منظمة تجمع بين ممثلي الشعوب الشركسية المختلفة في الاتحاد الروسي، دعت في 5 يوليو 2005 موسكو أولاً للاعتراف بمسألة الإبادة وثانياً للاعتذار من سياسة القيصرية التي يقول الشركس أنها أدت للإبادة. أشار التماسهم إلى أن «تبعاً للوثائق القيصرية الرسمية قُتل حوالي أكثر من 400,000 شركسي وأجبر 497,000 على الرحيل لتركيا وفقط 80,000 بقيوا في موطنهم». رفض البرلمان الروسي (الدوما) هذا الالتماس عام 2006 في تصريحٍ، ولكن أقرّ البرلمان بالأعمال التي قام بها النظام السوفيتي والنظام القيصري السابق في إشارة إلى التغلب على العديد من المشاكل والقضايا المعاصرة في القوقاز من خلال سبل التعاون. يوجد حالة من القلق في الحكومة الروسية بخصوص ما قد يحمله الاعتراف بوقائع الإبادة الجماعية بمطالب محتملة لدفع تعويضات مالية فضلاً عن الجهود الرامية إلى إعادة الشراكسة المغتربين إلى موطنهم في شركيسيا.

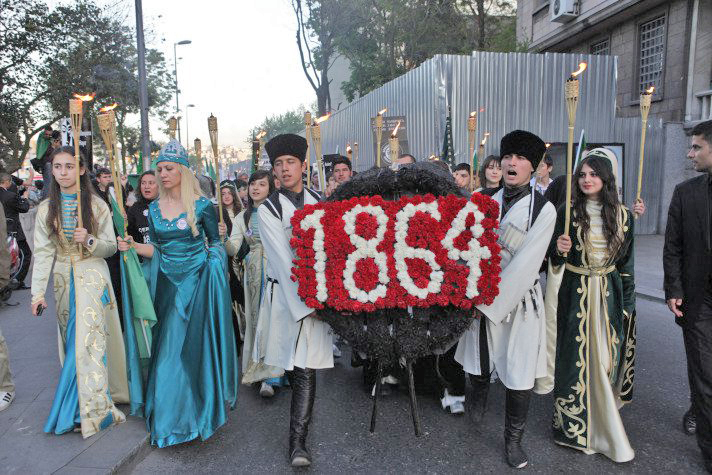
يوم الحداد الشركسي. مسيرات الذكرى السنوية للإبادة الجماعية في الشتات الشركسي بتركيا

أصدر البرلمان الجورجي قراراً بتاريخ 21 مايو عام 2011 ينص على أن عمليات القتل الجماعي «التي خُطط لها مسبقاً» والتي نفذتها روسيا الإمبراطورية بحق الشركس وما صاحبها من «المجاعة المتعمدة وانتشار الأوبئة» ينبغي الاعتراف بها على أنها «إبادة جماعية» وينبغي اعتبار الأشخاص الذين تم ترحيلهم خلال تلك الأحداث من وطنهم على أنهم «لاجئين». وقد بذلت جورجيا جهوداً للتوعية بقضايا الجماعات الإثنية في شمال القوقاز منذ عام 2008، وذلك عقب الحرب الروسية الجورجية. أصبحت جورجيا أول دولة تشير للأحداث باستخدام كلمة «إبادة جماعية»، وذلك بعد عقد مؤتمر لأكاديميين وناشطين مدافعين عن حقوق الإنسان ومجموعات شتات شركسية ونقاشات برلمانية في تبليسي خلال عام 2010 و 2011. كما أعلن قرار البرلمان الجورجي يوم 30 مايو عام 2011 أن الإبادة الجماعية لشعب الشركس (الأديغة) خلال الحرب الروسية القوقازية وما تلاها تُشكل إبادةً جماعيةً بموجب ما تنص عليه اتفاقية لاهاي الموقعة عام 1907 واتفاقية الأمم المتحدة عام 1948. جرى تشييد نصب تذكاري في بلدة آناكيلا غربي جورجيا يوم 21 مايو من العام التالي لإحياء ذكرى معاناة الشركس.
ذكر ألكسندر أوهتوف رئيس هيئة الحكم الذاتي الثقافي الاتحادي الوطني للشركس الروس في مقابلة مع صحيفة كورمسانت الروسية أن استعمال مصطلح إبادة جماعية مبرر فقال:
«نعم، أعتقد أن مفهوم الإبادة الجماعية بحق الشركس يعد أمراً مبرراً. لتفهم لماذا نتحدث عن إبادة جماعية يجب أن تلقي نظرة على التاريخ. لم يَطرد الجنرالات الروس خلال الحرب الروسية القوقازية الشركس فحسب بل تعداه الأمر ليصل إلى تدميرهم جسدياً. لم يقتلوهم في ساحات القتال وحسب ولكن حرقوا مئات القرى بمن فيها من مدنيين. لم ينجو الأطفال ولا النساء ولا كبار السن. وقد أحرقت حقول المحاصيل الناضجة بأكملها، وقطعت بساتين الفاكهة، بحيث لم يتمكن الشركس من العودة إلى مساكنهم. أليس تدمير السكان المدنيين على نطاقٍ واسع إبادةً جماعيةً؟»
أما في روسيا فقد شُكلت لجنة رئاسية وصفت الحكومة هدفها «بالعمل على مواجهة محاولات تزوير التاريخ على حساب روسيا» فيما يتعلق بأحداث ستينات القرن التاسع عشر.

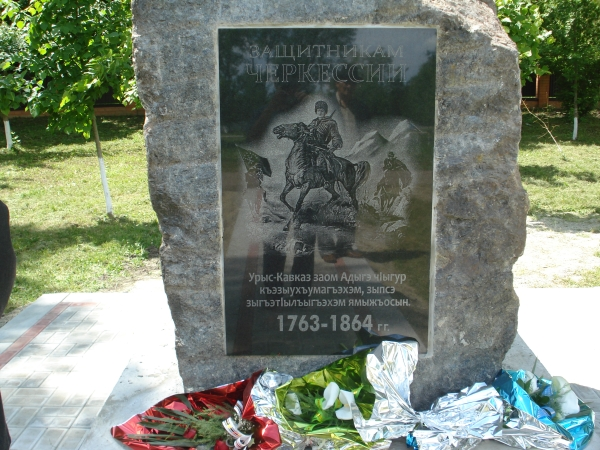
نصب تذكاري للإبادة الجماعية الشركسية بجمهورية أديغيا في روسيا

### وجهات نظر الباحثين
يرى الكاتب أرنو تانر أنه يمكن نَسب عمليات الترحيل «بابتكار إستراتيجية التطهير العرقي الحديث والإبادة الجماعية» في الطريقة التي تعرضت منطقة القوقاز إلى القمع الذي استهدف الشركس وتتار القرم. بينما يرى بول هينز أحداث ستينات القرن التاسع عشر بحق الشركس في أنها ألهمت الدولة العثمانية لارتكاب الإبادة الجماعية الأرمنية.
كما يؤيد الباحث والتر ريتشموند استخدام مصطلح «إبادة جماعية» وذلك لكون أحداث عام 1864 تمثل «إحدى أولى الأمثلة على الهندسة الاجتماعية الحديثة». واستشهد ريتشموند بالقانون الدولي الذي ينص على «إن القصد من الإبادة الجماعية ينطبق على أفعال التدمير التي ليست هدفاً محدداً ولكنها نتائج يمكن التنبؤ بها أو منتجات ثانوية لسياسة كان يمكن تفاديها من خلال إجراء تغيير في تلك السياسة»، فيعتبر أن الأحداث تمثل إبادة جماعية على أساس نشوء تحول ديموغرافي لشركيسيا لتصبح منطقة ذات غالبية إثنية روسية وهو تحول كان مرغوباً من جانب السلطات الروسية، وكان القادة الروس مدركين تماماً للعدد الهائل من الضحايا الذين قتلوا على أثر المجاعة نتيجة للأساليب التي اتبعوها في الحرب والتهجير، فقد رأوا تلك الممارسات ضرورية بغية تحقيق هدفهم الأسمى في جعل شركيسيا أراضاً روسية بصورة دائمة، ونظروا للسكان الأصليين بأنهم «لا يعدون عن كونهم باءة ينبغي إزالتها».